# Chiesa di San Leopoldo (Cormons)
La chiesa di San Leopoldo è un edificio di culto cattolico situato in piazzale Marconi a Cormons, in provincia ed arcidiocesi di Gorizia.

## Storia
Il complesso architettonico è costituito dalla chiesa e dall'annesso convento, completati nel 1716 e occupato inizialmente dai frati domenicani. La chiesa in origine era dedicata ai santi Domenico e Leopoldo.
Nel 1805 il neocostituito Regno d'Italia confiscò tutti i beni dei domenicani, compreso il convento e la chiesa. Dopo alterne vicende, nel 1849 passò alla comunità di Cormons, cui appartiene ancor oggi. Dal 1928 al 2007 la chiesa è stata gestita dai frati francescani, che avevano acquistato il convento.

## Descrizione

### Facciata
L'edificio è in stile barocco e presenta una facciata tripartita da quattro lesene e sormontata da un frontone triangolare.

### Interno
All'interno, illuminato da ampie finestre, la navata di pianta rettangolare è coperta da una volta a botte e vi si affacciano delle piccole cappelle laterali, due per lato, che ospitano gli altari dedicati alla Vergine, ai santi Giuseppe, Francesco e Antonio.
La chiesa conserva un coro di pregevole fattura, con stalli lignei intagliati e intarsiati, risalenti alla prima metà del Settecento. Un tempo vi si poteva ammirare una serie di dipinti raffiguranti i santi Domenicani, alcuni dei quali attribuiti al pittore udinese Francesco Pavona e al goriziano Antonio Paroli sono ora conservati nella Raccolta d'Arte Sacra Sant'Adalberto.